# Древнеримские граффити
Древнеримские граффити — надписи и рисунки, оставленные жителями древнего Рима. Граффити выступают ценным источником для изучения римской народной культуры. Под граффити принято понимать любые слова и изображения, нарисованные или нацарапанные на твёрдых поверхностях, чаще всего на стенах. Больше всего граффити сохранилось в Помпеях из-за консервации города в результате природной катастрофы. Там археологи обнаружили около 11000 изображений. Тема граффити могла быть самой разной: от упоминания классических произведений, поэзии, до оскорблений и шуток о половых актах.

## Описание
Граффити выступало формой народного самовыражения в римском обществе. Оно отражало отношения и переживание разных слоёв общества и представителей разных сословий, деливших общее городское пространство. Например, одно из найденных в Помпеях граффити гласило: «Я обмочился и облажался, я не лгу. Но, дорогой хозяин, ночного горшка не было». Надпись была оставлена в гостевой комнате, то есть была жалобой гостевавшего в этой комнате. Многие граффити могли быть оскорблениями, проклятьями или даже угрозами. Например, угрожающую надпись оставили служители храма в Помпеях в адрес того, кто постоянно испражнялся у его входа. Многие граффити были сообщениями, оставленными с ожиданием того, что указанный в них адресат их прочитает. В свою очередь адресат сам мог ответить в форме граффити. Пример подобного «диалога» на одном из домов в Помпеях: «Ткач Саксессус влюблён в рабыню трактирщика по имени Ирис. Она совсем не заботится о нём, но он просит её сжалиться над ним. Прощай». Текст рядом гласит: «Ты лопнешь от ревности. Не унижай того, кто красивее — симпатичного парня, который может тебя побить».
Часто в граффити упоминались представители разных профессий и подсказки, кто составлял эти письма и кому они были адресованы. Чаще всего это были земледельцы, ремесленники, торговцы, животноводы, гладиаторы, секс-работницы и рыночные торговцы. Многие граффити были бессмысленными, повторяли греческий, латинский алфавиты или были именами. Вероятно, их оставили практиковавшие письмо дети.
Многие граффити были стихами или изображениями. Рисунки, находимые у амфитеатров, чаще всего были посвящены гладиаторским битвам. Тематика изображения граффити отличалась от официального искусства, чаще всего отражавшего жизнь элиты и религиозные аллегории. Искусство граффити, наоборот, отражало интересы и повседневную жизнь простолюдинов.

### Политика
Часто граффити отражали общественные настроения, политические взгляды или даже были формой пропаганды. Например, граффити в Помпеях часто упоминали эдилов во время выборов, были призывами об общественной поддержке или же клеветали на политиков. Многие из этих граффити явно были написаны профессионалами, что позволяет предполагать, что подобные граффити выступали инструментами в политической кампании. Политические деятели нанимали профессионалов, чтобы рекламировать себя на стенах Рима.

Часто политические граффити критиковали или высмеивали политику или самих политиков. Политические деятели могли изображаться с гиперболизированными, карикатурными чертами лица. Так, известны подобные изображения императора Нерона или некоего политика Руфуса. Одно из граффити, созданное также при Нероне, называет министра финансов «ядом», отсылая к крайне спорной налоговой политике, в частности сбору налогов на наследство приговорённых к казни. Так как граффити составлялись анонимно, они позволяли смело и оскорбительно высказываться о политике и спорных темах.
|                                                                |  |  |
| Карикатуры политиков или императоров: Руфус, Нерон, Перегриний |  |  |

### Стихи
Значительная часть граффити в Помпеях и Геркулануме состояла из отрывков эпических поэм, популярных у римской элиты, например «Илиады» или «Энеиды». На стенах также размещали стихи известных поэтов, например Вергилия или Овидия. На первый взгляд эти отрывки могли свидетельствовать о высоком уровне грамотности среди населения в целом и доступе к литературным произведениям среди низших слоёв населения. Сами тексты являлись самыми известными отрывками из произведений, что также может свидетельствовать о поверхностном знании этих произведений среди городского населения. Обилие цитат Вергилия в Помпеях говорило о широкой известности этого автора, а также что его тексты использовались как крылатые выражения по аналогии с «быть или не быть» Шекспира.
Многие стихи оставлялись оригинальными авторами; так как делали они это анонимно, их личность невозможно установить. Сами стихи затрагивали самые разнообразные темы, в том числе признания в любви.

## Форма и правописание
Граффити были очень популярны в римских городах, а найти материал для росписи или письма не составляло труда. Часто для этого использовали уголь. Более профессиональные граффити рисовались кистью или пером. Тексты граффити в противовес официальным надписям зачастую составлялись в рукописной форме. Часто слова содержали орфографические ошибки. Археологи и лингвисты пытались определить, в каких текстах применялись местные диалекты, а в каких просто были допущены грамматические или орфографические ошибки. Чаще всего граффити составлялись на народной латыни и отражали устную речь. В текстах присутствовали жаргонизмы и ругательства.
Во многих оригинальных стихах-граффити прослеживалось стремление к авторскому стилю рукописного письма или совмещение письма с изображениями. Например, некий поэт по имени Деций Мус придавал буквам, присутствующим в его имени, черты мыши, так как «Мус» с латыни переводится как мышь. Такие стихи-рисунки иногда должны были запутать читателя или придавали смысл орфографической структуре самого граффити. Некоторые граффити составлялись в виде палиндромов, акростихов или самореференций или магических квадратов, представляя собой загадки, призванные занимать и развлекать их читателей .

## Сексуальность
Значительная часть граффити затрагивала сексуальные темы. Особенно много подобных граффити было обнаружено при лупанариях — публичных домах — в Помпеях, где присутствовали изображения половых актов. Такие граффити восхваляли гетеросексуальных мужчин в их сексуальных похождениях. Изображение или упоминание гомосексуальных актов преподносилось, наоборот, как оскорбление, разоблачало или клеветало на изображённых или упоминаемых мужчин. Изображение или упоминание женщины в отношениях или сексуальных актах также было уничижительным и отсылало к её неверности, безнравственности. Чаще всего это были секс-работницы.
Большая часть «сексуальных» граффити являлась оскорблениями и нападками. Например, одно из подобных граффити, обнаруженных в Помпеях сообщало об отношениях с красивой женщиной, но «грязной внутри». Другое подобное граффити высмеивало оральные навыки некой Сабины. Подобные граффити дают представления о том, какие сексуальные практики осуществляли древние римляне. Например, одно из граффити сообщало о том, что некая секс-работница по имени Лаис взимала два динария за оральный секс. Хотя великие римские мыслители осуждали оральный секс, граффити предполагают, что минет был распространённой сексуальной практикой или же использовался как оскорбление. Сексуальные оскорбительные граффити встречаются около таверн и указывают на то, что работавшие там женщины также могли оказывать секс-услуги, и работа там тесно ассоциировалась с секс-работой.
Если сексуальные граффити оскорбляли мужчин, то за практику гомосексуальных отношений, анального секса или пассивной роли в отношениях с женщиной, например практики куннилингуса. Особенно оскорбительным было обвинение в пассивной роли в гомосексуальных отношениях. Неизвестно, были ли утверждения разоблачением, или же автор граффити стремился оклеветать жертву. Подобные агрессивные граффити могли сопровождаться изображениями фаллоса, которые можно интерпретировать как форму унижения или угрозу насилия. В редких исключениях гомосексуальные граффити могли быть признаниями в любви, но, вероятно, это было формой юмора и завуалированного оскорбления.

## Восприятие
Восприятие граффити было неоднозначным в римском обществе. В Древнем Риме у граффити были как свои сторонники, так и противники. Например, греческий философ Плутарх выступал против граффити, называя их банальными творениями простых умов, не демонстрировавших каких-либо стремлений к трансцендентности. Древнеримские граффити по своему содержимому отличались от современных любительских граффити. В современном обществе подобные изображения чаще всего являются актом мелкого хулиганства. В древнем Риме же они несли большую смысловую нагрузку, выступали формой общения, передачи информации. Авторы граффити, как правило, не повреждали имевшиеся фрески и письма на стенах.
Граффити упоминаются в римских стихотворениях, рассказах, и не обязательно в негативном ключе, что намекает на то, что не все римские мыслители были против граффити и некоторые рассматривали их не как форму вандализма или нападения на собственность, а как форму народного самовыражения или юмора. Также работы Плутарха и Кальпурния указывают на то, что граффити были неотъемлемой чертой городского пейзажа того времени.

## Изучение
Значительная часть римских граффити сохранилась в Помпеях из-за извержения Везувия в 79 году н. э., так как похороненные под пеплом здания оказались защищены от воздействия погоды и времени. В этом городе археологами было найдено более 11 000 образцов граффити ещё с 1800-х годов или 90 % от всех обнаруженных граффити в регионах бывшей империи. Большая их часть состояла из дружеских посланий и головоломок. Их находили в общественных местах, у лестничных проёмов или входов. Археологи XIX и начала XX веков не придавали значения граффити как не представлявшим художественного интереса, не расшифровывали их и, вероятно, повреждали. Переломным моментом стало обнаружение граффити в доме Мая Кастриция, где на стенах были обнаружены оригинальные стихотворения, составленные разными авторами как ответы друг другу.
Вне Италии много граффити было обнаружено на ряде колонн при раскопках Римской Агоры в Афинах. Многие изображения отсылали к христианству, учитывая распространение религии в период их создания. Также римские граффити обнаруживали в Виндоланде, в Британии.
Хотя далеко не все граффити удаётся прочесть, использование всё более современных технологий позволяло расшифровать большее количество граффити, написанных углём. Большая часть граффити в Помпеях была создана незадолго до самой катастрофы.
Для расшифровки повреждённых граффити применяются инфракрасное отражение света, инфракрасная люминесценция, электростатическое обнаружение для идентификации надписей на керамике и трёхмерная лазерная профилометрия. Все эти методы позволяют обнаружить следы краски или угля, которые невозможно обнаружить при видимом свете. 3D-лазерная профилометрия позволяла улучшить качество изображений римских надписей.